# چهل منی (قلعه‌گنج)
چهل منی، روستایی در دهستان چهل منی بخش سرخ قلعه شهرستان قلعه‌گنج در استان کرمان ایران است. این روستا، مرکز دهستان چهل منی است.

## جمعیت
بر پایه سرشماری عمومی نفوس و مسکن در سال ۱۳۹۵، جمعیت این روستا برابر با ۱٬۱۶۲ نفر (۳۱۳ خانوار) بوده‌است.